# Kwas selenowy
Kwas selenowy (nazwa Stocka: kwas selenowy(VI)), H
2SeO
4 – nieorganiczny związek chemiczny, mocny kwas zawierający selen sześciowartościowy.

## Właściwości
Kwas selenowy krystalizuje w temperaturze 58 °C, łatwo ulega przechłodzeniu i występuje jako lepka, higroskopijna ciecz. Tworzy krystaliczne mono- i dihydraty (o temperaturach topnienia odpowiednio 26 i −51,7 °C). Jest dobrze rozpuszczalny w wodzie. Silnie żrący. Jest silniejszym utleniaczem niż kwas siarkowy (na gorąco roztwarza złoto), ma też nieco większą moc. Podczas ogrzewania rozkłada się z wydzieleniem tlenu:
2H
2SeO
4 → 2H
2SeO
3 + O
2↑

## Otrzymywanie
Ze względu na nietrwałość trójtlenku selenu SeO
3, otrzymywanie kwasu selenowego przez rozpuszczenie SeO
3 w wodzie nie ma zastosowania praktycznego. Możliwe metody otrzymywania to
- Reakcja ditlenku selenu z nadtlenkiem wodoru:

SeO
2 + H
2O
2 → H
2SeO
4
- Utlenienie kwasu selenawego chlorem lub bromem, np.:

H
2SeO
3 + Cl
2 + H
2O ⇌ H
2SeO
4 + 2HCl
Reakcja jest egzotermiczna, jednak aby zapobiec jej cofaniu w stronę substratów, powstałego halogenowodoru (np. HCl) nie można usuwać przez ogrzanie, lecz wytrąca się go dodatkiem Ag
2CO
3.
Proces można przeprowadzić wychodząc z soli srebrowej kwasu selenawego:
Ag
2SeO
3 + Br
2 + H
2O → H
2SeO
4 + 2AgBr↓
- Możliwe jest też utlenianie chlorem selenu pierwiastkowego w postaci zawiesiny w wodzie:

Se + 4H
2O + 3Cl
2 → H
2SeO
4 + 6HCl

## Zastosowanie
Kwas selenowy jest stosowany jako utleniacz w jubilerstwie oraz do otrzymywania związków selenoorganicznych.

## Toksyczność
Kwas selenowy może kumulować się w organizmie. Powoduje wypadanie włosów i paznokci, zmiany na skórze oraz anemię.

## Pierwsza pomoc
Przy kontakcie kwasu ze skórą lub oczami należy zmyć go dużą ilością wody.
Przy połknięciu należy podać choremu dużą ilość wody i spowodować wymioty.
Należy też niezwłocznie skontaktować się z lekarzem.

## Działanie na organizmy wodne
Substancja jest silnie toksyczna dla organizmów wodnych.